# Edge of Sanity
Edge of Sanity je bio švedski death metal-sastav. Uz Opeth, obično se smatra prvim sastavom koji je spojio stilove ekstremnog metala kao što su death i black metal s progresivnim rockom. Grupu je osnovao Dan Swanö 1989., a raspala se 2003. godine.

## Životopis
Edge of Sanity započeo je kao death metal-sastav svojim debitantskim albumom Nothing but Death Remains. Drugi album, Unorthodox, s pjesmama kao što su "Enigma" i "When All Is Said", pokazalo je da se Edge of Sanity odvaja od nekih konvencija žanra. The Spectral Sorrows, Until Eternity Ends i Purgatory Afterglow nastavili su trend, tako da je izdavanjem Crimson iz 1996. Edge of Sanity bio progresivni metal sastav. Crimson je bio 40-minutni konceptualni album koji se u potpunosti sastojao od jedne pjesme, a bavio se postapokaliptičnom budućnošću u kojoj je čovječanstvo izgubilo sposobnost razmnožavanja. Nakon još jednog albuma, Infernal iz 1997., gitarist, pjevač i tekstopisac Dan Swanö napustio je sastav, a njegov se odlazak općenito povezuje s padom kvalitete materijala skupine. Swanöa je zamijenio Robert Karlsson, pjevač grupe Pan.Thy.Monium, ali nakon jednog albuma, sastav se raspao. 
Godine 2003. Swanö je oživio sastav kao njegov jedini član (s nekoliko sesijskih glazbenika) i snimio nastavak Crimson, Crimson II.
Demo Kur-Nu-Gi-A je ponovno objavljen kao LP 2011., odnosno CD 2012.

## Postava sastava
Finalna postava
- Dan Swanö – vokal (1989. – 1997.), glasovir (1992. – 1993.), gitara (1993., 1996. – 1997.), klavijature (1996.), bas-gitara (1997.), sve instrumente (2003.)

Bivši članovi
- Andreas Lindberg – bas-gitara (1989. – 1999.)
- Benny Larsson – bubnjevi (1989. – 1999.)
- Dread – gitara (1989. – 1999.), bas-gitara (1993.), vokal (1997.)
- Sami Nerberg – gitara (1989. – 1999.)
- Roberth "Robban" Karlsson – vokal (1997. – 1999.)

## Diskografija
Studijski albumi
- Nothing but Death Remains (1991.)
- Unorthodox (1992.)
- The Spectral Sorrows (1993.)
- Purgatory Afterglow (1994.)
- Crimson (1996.)
- Infernal (1997.)
- Cryptic (1997.)
- Crimson II (2003.)

EP-ovi
- Until Eternity Ends (1994.)

Demoalbumi
- Euthanasia (1989.)
- Kur-Nu-Gi-A (1990.)
- The Dead (1990.)
- The Immortal Rehearsals (1990.)
- Dead but Dreaming (1992.)
- Darkday (1993.)
- Lost (1993.)
- The Spectral Sorrows Demos (1993.)
- Infernal Demos (1996.)

Kompilacije
- Evolution (1999.)
- When All Is Said (2006.)